# سوسیالیسم با مشخصات چینی
سوسیالیسم با مشخصات چینی به معنای سوسیالیسم وفق داده شده با شرایط چین ایدیولوژی رسمی حزب کمونیست چین است که ادعا می‌شود مبتنی بر سوسیالیسم علمی است. این ایدیولوژی از ایجاد یک اقتصاد بازاری سوسیالیستی در سیطرهٔ بخش دولتی حمایت می‌کند چرا که چین به ادعای حزب کمونیست در مرحلهٔ ابتدایی سوسیالیسم قرار دارد. حکومت جمهوری خلق چین همچنان می‌گوید مارکسیسم را رها نکرده ولی بسیاری از مفاهیم و مفاد نظریه مارکسیستی را توسعه داده تا نظام اقتصادی جدیدش را با آن هماهنگ سازد. حزب کمونیست استدلال می‌کند که سوسیالیسم با این سیاست‌های اقتصادی سازگار است. در تفکر کمونیستی کنونی چین چین در مرحله ابتدایی سوسیالیسم است و حزب کمونیست از این مسئله برای توجیه سیاست‌های اقتصادی انعطاف‌پذیر خود برای توسعه به کشوری صنعتی شده استفاده می‌کند.